# سکس آف فیفت
سکس آف فیفت (انگلیسی: Saks Off 5th) شرکت خرده‌فروشی آمریکایی است، که در سال ۱۹۹۰ تأسیس شد و در زمینه حراج محصولات فروشگاه‌های ساکس فیفت اونیو فعالیت می‌کند.